# 讷萨格-穆瓦萨克
讷萨格-穆瓦萨克（法語：Neussargues-Moissac，發音：[nøsaʁɡ mwasak]）是法国康塔尔省的一个市镇，位于该省中东部，属于圣弗卢尔区。讷萨格-穆瓦萨克曾于2016年12月1日与邻近的4个市镇合并为新市镇讷萨格昂皮纳泰勒，成为了讷萨格昂皮纳泰勒的委派市镇与政府驻地。2025年1月1日，讷萨格昂皮纳泰勒拆分回原来的5个市镇，讷萨格-穆瓦萨克重新成为独立市镇。

## 地理
讷萨格-穆瓦萨克（45°7'42"N, 2°58'34"E）面积13.62 平方千米，位于法国奥弗涅-罗讷-阿尔卑斯大区康塔爾省，该省份为法国中南部省份，位于法國中央高原中心，北起科雷兹省、上盧瓦爾省和多姆山省，西接洛特省和科雷兹省，南至阿韦龙省和洛特省，东临上盧瓦爾省和洛泽尔省。
与讷萨格-穆瓦萨克接壤的市镇（或旧市镇、城区）包括：塔利扎、科尔蒂讷、茹尔萨克、塞勒、圣阿娜斯塔西、沙利纳尔格。
讷萨格-穆瓦萨克的时区为UTC+01:00、UTC+02:00（夏令时）。

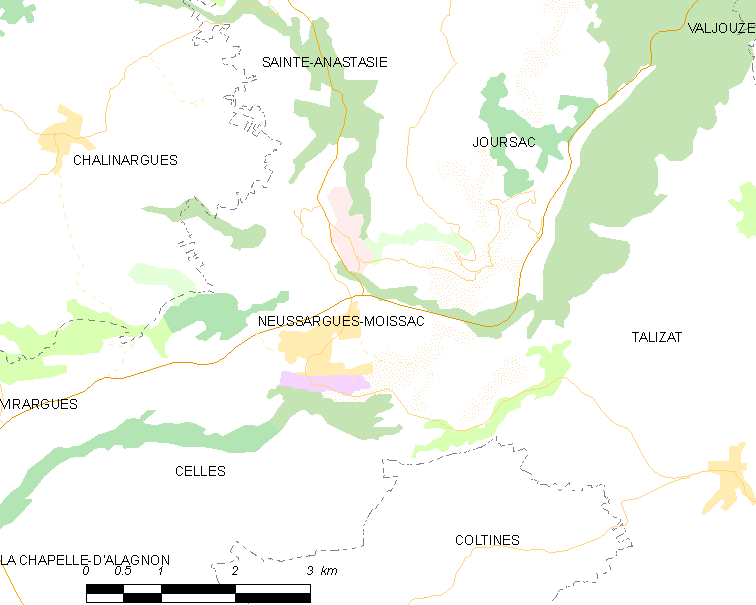
讷萨格-穆瓦萨克的OSM定位图

## 行政
讷萨格-穆瓦萨克的邮政编码为15170，INSEE市镇编码为15141。

## 政治
讷萨格-穆瓦萨克所属的省级选区为米拉县。

## 人口

1962-2008年间讷萨格-穆瓦萨克人口变化图示

讷萨格-穆瓦萨克于2022年1月1日时的人口数量为834人。

## 交通
境内的讷萨格站是一个区域性的铁路枢纽。